# كين فيرغسون (لاعب كرة قدم كندية)
كين فيرغسون هو لاعب كرة قدم كندية كندي، ولد في 21 مارس 1944 في ساسكاتون في كندا.

## وصلات خارجية
- كين فيرغسون على موقع JustSportsStats.com (الإنجليزية)